# Beaver Lake (Antarktika)
Der Beaver Lake ist ein 11 km langer und 8 km breiter (nach australischen Angaben 22 km langer und 7 km breiter) See am Rand der Prince Charles Mountains im ostantarktischen Mac-Robertson-Land. Er wird südlich und östlich durch die Flagstone Bench und die Jetty-Halbinsel eingeschlossen und liegt am südlichen Ende eines Gletscherfelds mit schroffem Eis in einer Entfernung von 27 km ostsüdöstlich der Aramis Range.
Entdeckt wurde der See 1956 im Rahmen der Australian National Antarctic Research Expeditions. Im September 1957 errichteten australische Wissenschaftler hier ein Basislager, wobei der See als Landefläche für Flugzeuge des Typs de Havilland Canada DHC-2 diente. Die umschreibende Bezeichnung Beaver dieses Flugzeugtyps gab dem See seinen Namen.